# Wulfen
Wulfen là một đô thị thuộc huyện Anhalt-Bitterfeld, bang Saxony-Anhalt, Đức.